# Michaił Dawydow
Michaił Arkadjewicz Dawydow (ros. Михаил Аркадьевич (Аронович) Давыдов, ur. 1899 w Iziumie, zm. 27 sierpnia 1941) – radziecki działacz partyjny i funkcjonariusz służb specjalnych.

## Życiorys
W 1916 skończył szkołę techniczną w Słowiańsku, a 1918 szkołę realną. Od stycznia 1919 do czerwca 1924 służył żołnierz Armii Czerwonej, komisarz kolejno sześciu pułków, od września 1920 w RKP(b)/WKP(b), 1923-1924 organizator odpowiedzialny pracy politycznej w 31 i 32 pułku 6 Dywizji Czongarskiej. Od lipca 1924 do sierpnia 1925 kierownik wydziału organizacyjnego rejonowego komitetu RKP(b), od sierpnia 1925 do września 1927 sekretarz odpowiedzialny rejonowego komitetu WKP(b), od października 1927 do kwietnia 1928 zastępca kierownika wydziału agitacyjno-propagandowego Komitetu Okręgowego WKP(b) w Armawirze, później sekretarz odpowiedzialny Kurganieckiego Komitetu rejonowego WKP(b), od sierpnia 1929 do maja 1932 studiował w Instytucie Inżynieryjnym im. Łomonosowa w Moskwie, po czym został szefem Zarządu Specjalnego Wszechzwiązkowego Zjednoczenia Przemysłu Samochodowego. Od października 1932 główny mechanik, od października 1936 I zastępca dyrektora technicznego fabryki samochodów im. Mołotowa, od kwietnia 1937 do stycznia 1938 dyrektor fabryki im. Kirowa w Leningradzie. Od 15 do 29 stycznia 1938 zastępca szefa specjalnego biura technicznego przy NKWD ZSRR, od 29 stycznia do 16 lipca 1938 zastępca ludowego komisarza budowy maszyn ZSRR, od 21 października 1938 do 15 stycznia 1939 p.o. szefa Wydziału 4 Specjalnego NKWD ZSRR, od 15 stycznia do 20 kwietnia 1939 zastępca szefa specjalnego biura technicznego NKWD ZSRR, od 25 lutego 1939 major bezpieczeństwa państwowego, od 20 kwietnia 1939 I zastępca szefa, a od 4 września do 8 października 1939 szef specjalnego biura technicznego NKWD ZSRR.
8 października 1939 aresztowany, 7 lipca 1941 skazany na śmierć przez Wojskowe Kolegium Sądu Najwyższego ZSRR, następnie rozstrzelany. 16 stycznia 1957 pośmiertnie zrehabilitowany.